# آندره کاستنی

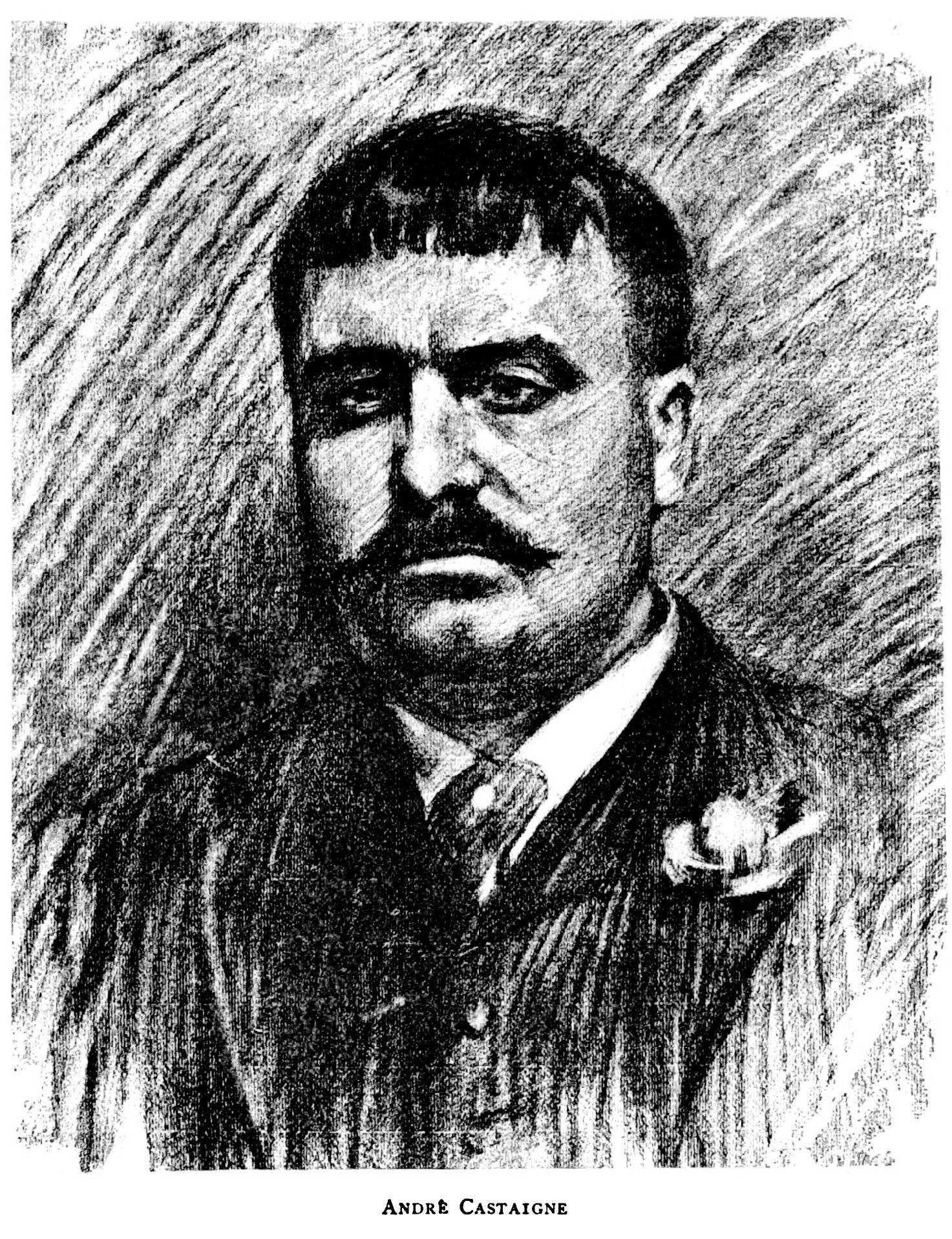
تصویری از آندره کاستنی در سال ۱۸۹۳ توسط یکی از اعضای ناشناس باشگاه زغال چوب بالتیمور

ژان الکساندر میشل آندره کاستنی (۷ ژانویهٔ ۱۸۶۱، آنگولم شارانت – ۱۹۲۹ آنگولم) هنرمند و حکاک فرانسوی، از شاگردان ژان لئون ژروم و الکساندر کابانل بود. او متعاقباً به تصویرگری ارزنده و پیشتاز در ایالات متحدهٔ آمریکا مبدل شد. اغلب از او به عنوان تصویرگر اصلی نخستین ویرایش شبح اپرا یاد می‌شود.
کاستنی بیش از ۳۶ قطعهٔ هنری دربارهٔ اسکندر کبیر خلق کرد. همچنین او در زمرهٔ تصویرگرانی بود که از اولین دورهٔ نوین بازی‌های المپیک تصویرگری کردند. او تصویرهایی از بازی‌های المپیک سال ۱۸۹۶ را برای مجلهٔ اسکرایبنر کشید.